# Fondation Abegg
La Fondation Abegg, appelée en allemand Abegg-Stiftung, est un musée et un centre de restauration de textiles anciens situé sur le territoire de la commune bernoise de Riggisberg, en Suisse.

## Historique
Werner et Margaret Abegg décident dans les années 1950 de léguer leur maison et leur collection de tissus pour en faire une fondation et un musée. Ce dernier ouvre en 1961.

## Collections
Le musée de la Fondation comprend des collections de textiles issus de diverses régions d'Europe, du Moyen-Orient arabe et persan, ainsi que de la Route de la soie. Les dates des tissus exposés couvrent du IVe siècle av. J.-C. au XVIIe siècle,.

## Restauration
La Fondation Abegg inclut également un centre de restauration de tissus anciens, et de formation à cette restauration. C'est une des quatre seules structures suisses qui permet une formation de niveau universitaire dans ce domaine et qui se plie aux recommandations de l'E.C.C.O. (European Confederation of Conservator-Restorers’ Organisation),.
Classé comme bien culturel d'importance national, le musée est également un lieu de colloques et de conférences sur le textile.